# Pratt Institute
Il Pratt Institute è una scuola statunitense di arte e di design.
I corsi si concludono con il Pratt Show che si tiene ogni primavera a New York.

## Il fondatore
Charles Pratt nacque nel 1830 in Massachusetts da una famiglia di 11 figli. Nonostante le condizioni economiche disagiate (il padre era falegname), frequentò per tre anni i corsi della Wesleyan Academy.
A Boston cominciò a lavorare per una ditta che produceva tinture e prodotti derivanti dall'olio di balena. Trasferitosi a New York, inizialmente lavorò nel medesimo settore, in seguito passò alla Astra Oil e, quando la compagnia si sciolse, Pratt la rilevò, fondendola poi con la Standard Oil.
Avendo accumulato un'ingente fortuna, promosse diverse iniziative come la Adelphi Academy, la costruzione della Emmanuel Baptist Church e la fondazione, nel 1887, del Pratt Institute.
Quattro anni dopo l'apertura del Pratt Institute morì, e lasciò la gestione ai figli.

## Il Pratt Institute
1887: furono avviati i corsi di arte
1888: furono avviati i corsi di arti liberali e scienze
1890: fu inaugurata la Scuola di Biblioteconomia, che rimane ancora oggi la più antica del Paese.
1910: fu istituita la Scuola di Scienza e Tecnologia
1936: fu istituito il Dipartimento di Disegno Industriale
1938: furono assegnati i diplomi di “First Baccalaureate”
1946: fu istituito il Dipartimento di Interior Design
1954: la Scuola di Architettura si separò dalla Scuola d'Arte
1964: fu avviato il Cooperative Education Program con la Scuola di Ingegneria, la prima nell'area di New York.

## Rettori
1. Charles Pratt (1830-1891), dal 1887 al 1891
2. Charles Millard Pratt (1855-1935), dal 1891 al 1893
3. Frederic B. Pratt (1865-1945), dal 1893 al 1937
4. Charles Pratt (1892-?), dal 1937 al 1953
5. Francis H. Horn, dal 1953 al 1957
6. Robert Fisher Oxnam (1915-1974), dal 1957 al 1960
7. James Britt Donovan (1916-1970), dal 1968 al 1970
8. Richardson Pratt Jr. (1923-2001) (nipote di Charles Millard Pratt e pro-nipote di Charles Pratt), dal 1972 al 1990
9. Warren F. Ilchman (1933-), dal 1990 al 1993
10. Thomas F. Schutte (1936-), 1993 attuale